# Aluvião na ilha da Madeira em 1803
A aluvião de 1803 foi a mais severa calamidade natural, de que há registo, a assolar a ilha da Madeira desde o seu povoamento. Este desastre natural, ocorrido no dia 9 de outubro de 1803, resultou na morte de centenas de pessoas principalmente nos concelhos do Funchal, Machico, Ribeira Brava, Santa Cruz e Calheta. A sua capacidade destrutiva só viria a ser igualada, 206 anos mais tarde, no dia 20 de fevereiro de 2010 pelo Temporal da Ilha da Madeira.
Devido à sua conjuntura trágica, ficou no imaginário madeirense sendo ainda hoje relembrado no feriado municipal de Machico, a 9 de Outubro.

## Conjuntura climática
O dia 9 de outubro de 1803 foi um dos mais fatídicos na história da Ilha da Madeira mas a conjuntura de acontecimentos que a ele conduziu iniciou-se dez a doze dias mais cedo, período durante o qual a ilha experimentou uma intensa precipitação, ainda que intermitente.
Na manhã do dia 9 de Outubro, por volta das oito horas, iniciou-se um período de precipitação, embora não muito copioso, que se prolongaria por 12 horas, até cerca das 20 horas da noite. Pouco depois das 20 horas as condições climatéricas agravaram-se, os níveis de precipitação aumentaram significativamente e começou a soprar um vento mais forte. Por volta das 20 horas e 30 minutos a situação agudiza-se e o caudal das ribeiras aumenta de forma notória até, finalmente, galgar violentamente as suas margens. Estavam criadas as condições para a ocorrência de uma das piores catástrofes naturais que alguma vez assolou a ilha da Madeira.
Na origem de tão grande tragédia esteve uma situação atmosférica caracterizada pela existência de vento de sudoeste, trovoadas e forte precipitação. A calvície das montanhas sobranceiras ao Funchal, bem visível nas gravuras da época, e a falta de encanamento das ribeiras dentro das áreas urbanas, funcionaram como causas para o agravamento da catástrofe.
Perante a seriedade da situação muitos habitantes, apanhados de surpresa, são incapazes de escapar ao perigo, acabando por falecer. Alguns são surpreendidos na fuga pelas fortes correntes que entretanto havia galgado as margens das ribeiras, muitos nem encetam uma tentativa de evasão perecendo aquando da derrocada das próprias casas ou esmagados pelas paredes que se desmoronam.

## Funchal
O concelho do Funchal foi um dos mais afectados por esta catástrofe e o que mais sofreu em número de vítimas.
Um dos locais particularmente afectado foi o bairro de Santa Maria Maior. As muralhas da Ribeira de João Gomes, cujo caudal já se encontrada aumentado por acção da intensa precipitação dos dias anteriores, rebentam em três localizações. A água que galga as margens, nestes três pontos, forma correntes tão violentas que destroem quase tudo à sua passagem e são responsáveis pela morte de largas dezenas de pessoas.
De acordo com os relatos da época, ruas inteiras e inúmeros prédios são arrastados para o mar. A própria Igreja Paroquial de Nossa Senhora do Calhau, situada na margem esquerda da ribeira sucumbe à violência das águas. Numa só casa desta zona morrem 21 habitantes. Num outro prédio do Pelourinho morre um súbdito inglês e mais 15 pessoas da família. A estimativa de vítimas neste bairro é chocante, calcula-se que, só nesta zona, a aluvião tenha custado a vida a cerca de 200 pessoas.
As ribeiras de Santa Luzia e do Bom Jesus também são incapazes de suportar o elevado caudal das águas, que acaba por cavalgar as margens e causar grande destruição. A rua dos Ferreiros sofre estragos consideráveis tendo sido destruídas diversas casas de habitação e de comércio. A descrição é idêntica para a Rua dos Tanoeiros e para a Rua Direita, onde o cenário de destruição se repete.

## Machico
Na vila de Machico pode ler-se no Arquivo Paroquial que a muralha da ribeira foi destruída, bem como a ponte existente, e que a água se abateu sobre a vila com tal intensidade que atingiu a altura de três côvados na Igreja e em todas as ruas. O mesmo arquivo descreve como “prodigioso” o facto de apenas terem perecido 14 pessoas (arrastadas pela intensidade das correntes ou soterradas nas próprias casas), tal a intensidade da catástrofe.
A histórica Capela do Senhor dos Milagres (na altura designada por Capela de Cristo), uma das mais antigas da Ilha da Madeira, também foi afectada tendo sido quase totalmente destruída pelas correntes. Da primitiva capela restou apenas a porta ogival e as cruzes do frontispício. A imagem do Cristo crucificado foi arrastada para o mar e dada como perdida, no entanto, acabaria por ser recuperada, quase intacta, por uma galera americana que a entregou na Sé Catedral do Funchal.
Este acontecimento, considerado milagroso pelos habitantes da região, levaria à mudança do nome da ermida para Capela do Senhor dos Milagres, bem como a uma romagem (das maiores da ilha) que se realiza todos os anos no dia 9 de Outubro, em honra do Senhor dos Milagres.
Para além da Capela do Senhor dos Milagres também foram danificadas algumas igrejas, e ainda os arquivos de Foros, capelas e irmandades.

## Reconstrução
O número de mortes resultantes desta tragédia não é consensual. Algumas fontes apontam para um número muito perto das 1000 vítimas mortais. De acordo com Cabral Nascimento, num longo estudo sobre estes acontecimentos que publicou no Arquivo Histórico da Madeira (Volumes 1 e 5), esta aluvião terá causado mais de 700 vítimas mortais e além da cidade, também houve muitos danos nas restantes freguesias do Sul da Ilha, nomeadamente em Campanário, Calheta, Tabua, Ribeira Brava, Santa Cruz e, sobretudo em Machico, onde morreram catorze pessoas.
O governador e capitão general D. José Manuel da Câmara, dada a gravidade dos acontecimentos, fez publicar um edital adoptando as medidas necessárias para minorar os efeitos da catástrofe. Uma das primeiras medidas adoptadas foi, naturalmente, procurar abrigo para as muitas pessoas que haviam ficado desalojadas. O alojamento provisório foi feito em diversos edifícios públicos, repartições de serviço do estado, igrejas, capelas, fortalezas bem como muitas casas particulares. Outra medida urgente foi a proibição do aumento dos preços dos géneros de consumo sob pena de severos castigos a aplicar aos transgressores.
Não permanecendo insensível ao sofrimento dos madeirenses, o governo da metrópole, em Fevereiro de 1804, envia à Madeira o brigadeiro Reinaldo Oudinot com a incumbência de dirigir as tão necessárias obras de recuperação.
Em 19 de Fevereiro de 1804 chegou à Madeira o Brigadeiro Reinaldo Oudinot, reputado especialista em engenharia, que veio com a missão de dirigir os trabalhos de recuperação dos estragos provocados pela grande aluvião e orientar a construção das muralhas laterais das ribeiras.
Revelou, desde o início, elevada competência no desempenho das suas funções. Num curto espaço de tempo consegue realizar o encanamento das três ribeiras que atravessam o Funchal.
É também responsável por um dos grandes momentos de planeamento da cidade do Funchal, traçando um plano para a sua reconstrução, no qual se refere à expansão da cidade para norte, nascente e poente.
Também fora do Funchal desenvolve laboriosa actividade promovendo o alargamento e reforço das muralhas das bermas da ribeira de Machico. Promove a rápida reconstrução de muitas das estruturas danificadas, em diversos pontos da ilha, recorrendo ao serviço braçal gratuito de muitos madeirenses que apenas receberam géneros de primeira necessidade e a isenção de certos tributos, tudo de acordo com as antigas «Ordenações», que vigoravam desde o início do povoamento, para ocorrer a eventos excepcionais.
Reinaldo Oudinot viria a falecer na cidade do Funchal em 11 de Fevereiro de 1807, mas os seus serviços não foram esquecidos pelos habitantes desta cidade que atribuíram o seu nome à rua que fica na margem esquerda da ribeira de João Gomes, entre o Campo da Barca e a Praça dos Lavradores.